# Darrington
Darrington är en by och en civil parish i Wakefield i Storbritannien. Den ligger i grevskapet West Yorkshire och riksdelen England, i den centrala delen av landet, 250 km norr om huvudstaden London. Orten har 1 308 invånare (2001).